# Військова авіація

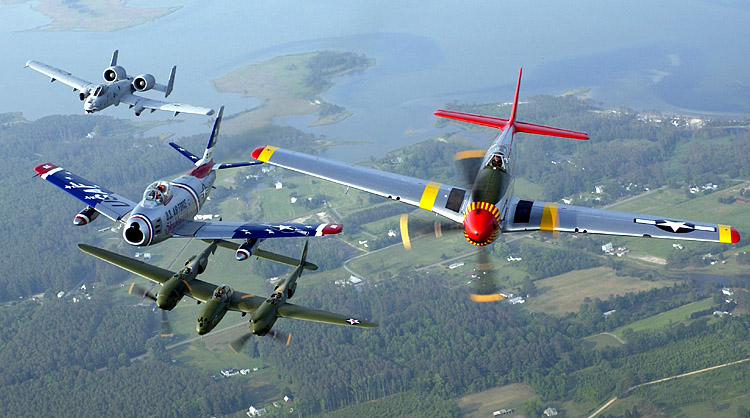
Бойові літаки різних поколінь військової авіації: A-10 Thunderbolt II, F-86 Sabre, P-38 Lightning та P-51 Mustang здійснюють політ на авіашоу на авіабазі Ленглі, Вірджинія, США

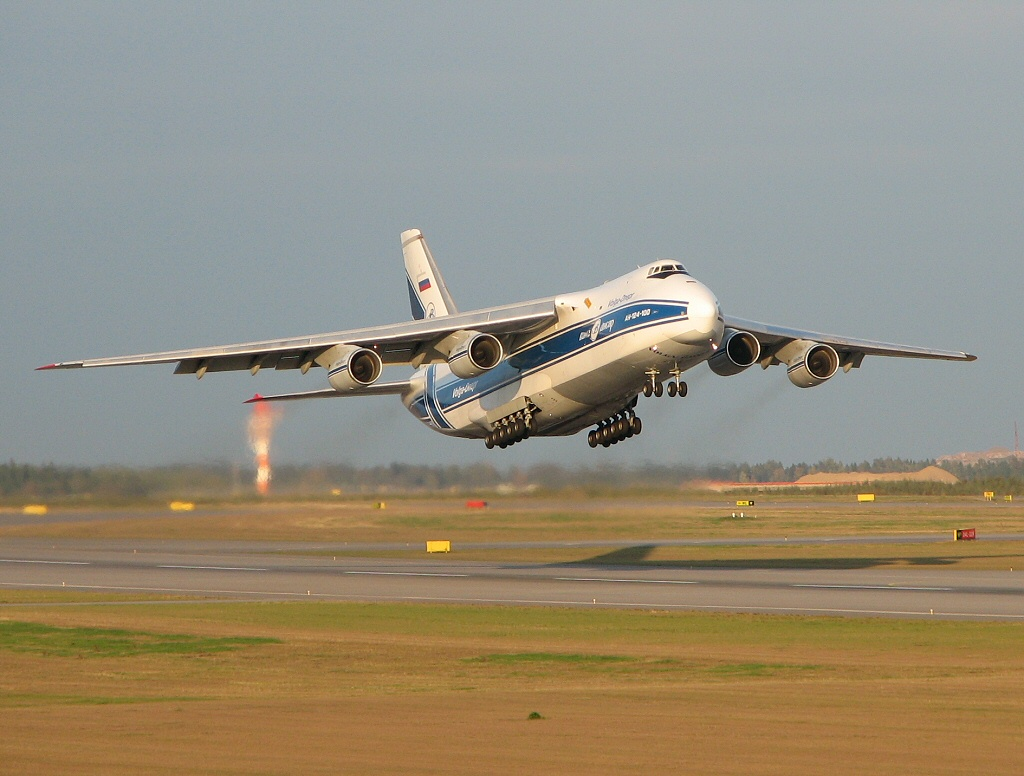
Військово-транспортний літак Ан-124

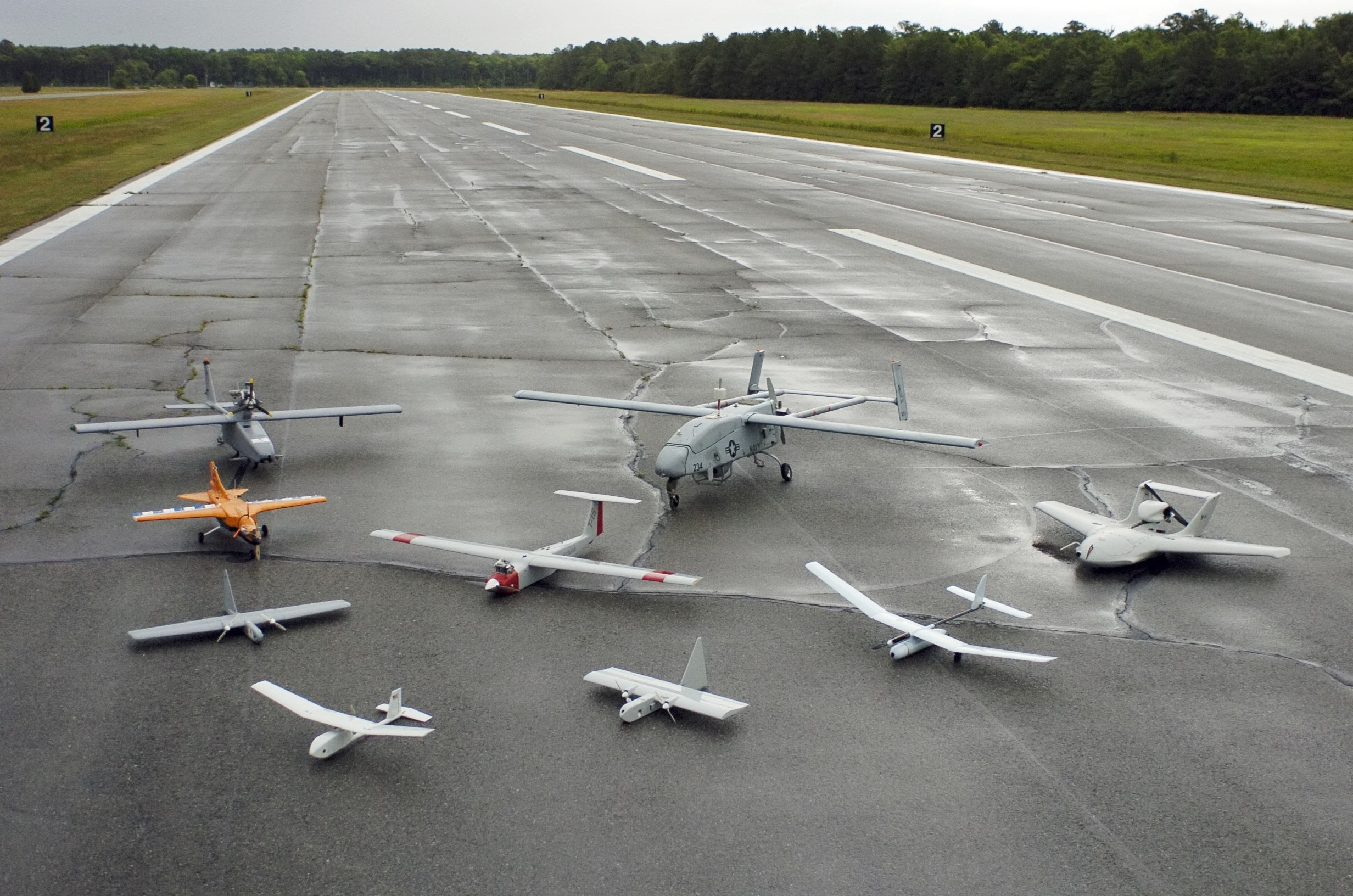
Групове фото авіамоделей безпілотних літальних апаратів військового призначення

Військова авіація — різновид авіації, що застосовує різні види літаків, вертольотів та інших літальних апаратів, з метою ведення військових дій у повітряному просторі.
Термін «військова авіація» у низці країн, відповідає визначенню Військово-повітряні сили. На озброєнні авіаційних частин знаходяться:
- літаки (пілотовані і безпілотні; палубні й наземного базування),
- гідролітаки
- вертольоти.

Основу бойової потужності військової авіації складають надзвукові всепогодні літаки, оснащені всіляким бомбардувальним і ракетно-артилерійським озброєнням, здатні уражати на віддалених відстанях цілі як ядерними, так і звичайними засобами.
Залежно від призначення і підлеглості військова авіація у більшості країн поділяється на види:
- армійська,
- фронтова (тактична),
- далека (стратегічна),
- протиповітряної оборони,
- військово-морського флоту (берегова, корабельна) і
- військово-транспортна.

Відповідно до бойових завдань і характеру дій військова авіація поділяється по родах:
- бомбардувальна (ракетоносна),
- винищувально-бомбардувальна,
- винищувальна,
- штурмова,
- розвідувальна,
- протичовнова,
- мінно-торпедна,
- транспортна,
- спеціальна та допоміжна.